# Eadmuna
Eadmuna (лат.) — род бабочек из семейства Mimallonidae. Неотропика.

## Описание
Среднего размера бабочки. Длина переднего крыла 16—24 мм. Отличаются серебристо-серым и коричневым основным цветом, передние крылья с субпрозрачным пятном, разделенным пополам жилкой М2; дорсальная постмедиальная линия неполная, образована коричневыми полукругами между жилками; наличие гладких краев крыла без резко выраженной вершины переднего крыла. Род был впервые выделен в 1928 году американским энтомологом Уильямом Шаусом. Валидный статус таксона был подтверждён в ходе ревизии в 2019 году американским лепидоптерологом Райаном Александером Ст. Лаурентом (Ryan A. St. Laurent, Cornell University, Department of Entomology, Итака, США) и Акито Кавахарой (Akito Y. Kawahara, University of Florida, Гейнсвилл, Флорида).
- Eadmuna esperans (Schaus, 1905) (Бразилия)
- Eadmuna guianensis St Laurent & Dombroskie, 2015 (Фр. Гвиана)[3].
- Eadmuna paloa Schaus, 1933 (Бразилия)
- Eadmuna pulverula (Schaus, 1896) (Бразилия)